# 集镇
集镇，多指镇的行政中心或乡村商业聚落。特点为房屋建筑密度大，居住集中，居民多以商业贸易为职业。“集镇”在一定区域范围内具有一定的商业辐射能力，属于农产品的集散地和贸易的集中区。
- 市镇，有一定城市化程度的較大集镇，亦代指「镇」——行政区划形式之一。
- 传统意义上集镇多有小型集市，中國大陸地區有的地方的集镇还流行赶集的习俗。
- 现代意义上的集镇常有由政府统一的建设发展规划——属于城镇规划。
- 为区分普通集镇和作为行政区划的镇或鎮區——常用行政建制镇指称“镇”。

## 中国大陆
在中国大陆，集镇是指乡、民族乡人民政府所在地和经县人民政府确认由集市发展而成的作为农村一定区域经济、文化和生活服务中心的非建制镇。
中国大陆的“集镇”在行政区划上，小的“集镇”被划分为一个社区或由多个小“集镇”构成 为一个社区；大的“集镇”被划分为一个或多个社区或构成一个镇（行政建制镇）。